# 2 Armia (austro-węgierska)
2 Armia (niem. 2. Armee) – związek operacyjny sil zbrojnych monarchii austro-węgierskiej z okresu I wojny światowej (od 16 kwietnia 1916 występował pod nazwą „Armia Wschodnia”).
W jej skład na początku I wojny światowej wchodziły:
- 3 Korpus
- 4 Korpus
- 7 Korpus
- 12 korpus

Dowódcą Armii był gen. kawalerii Eduard von Böhm-Ermolli (do maja 1918), później gen. piechoty Alfred Krauss, szefem sztabu gen. mjr Artur Mecenseffy.
Na początku I wojny światowej armia miała stanowić rezerwę. Część armii pod dowództwem Hermanna Kövessa von Kövesshaza wysłano do Galicji Wschodniej jako Samodzielną Grupę Operacyjną Kövessa, drugą część zatrzymano w wagonach kolejowych w Banacie naprzeciw Belgradu.Ta część Armii miała być wykorzystana do ataku na Serbię, a następnie szybko przerzucona transportem kolejowym do Galicji Wschodniej. Rejony operacyjne: Bałkany, front wschodni, Rumunia.

## Literatura
- Juliusz Bator, Wojna galicyjska, Kraków 2005, ISBN 83-921494-4-0.